# Batmale
Cet article concerne l’affluent du gave de Pau. Pour le footballeur français, voir Jean Batmale.
La Batmale est un petit affluent droit du gave de Pau, à Saint-Pé-de-Bigorre.